# Castrojeriz
Castrojeriz è un comune spagnolo di 803 abitanti situato nella comunità autonoma di Castiglia e León, nella comarca Odra-Pisuerga, tappa del cammino di Santiago di Compostela e chiaro esempio di urbanistica giacobea con le case allineate lungo il cammino, che qui è più largo che altrove. È posto sul fiume Odra poco prima che confluisca nel Duero.
La sua economia si fonda sull'agricoltura e l'allevamento del bestiame.
Sulla etimologia del nome non c'è accordo fra gli studiosi che formulano diverse ipotesi: secondo alcuni il borgo dovrebbe identificarsi con la località di Sisaraga, secondo altri con Ambisma, ma queste attribuzioni non danno una spiegazione del nome che è certamente di derivazione romana da Castrum Caesaris o Castrum Sigerici, come appare citato in un documento romano, che evolve poi in Castroxeris, Castrosorit, Castrosurit, Castrosurecia, come appare scritto in una guida per pellegrini di Santiago.

## Storia
I primi abitanti della zona furono popoli celtiberici dei quali si sono rinvenuti resti archeologici sulla collina del castello, segno che già nel passato tutto gravitava intorno a questo colle che assumerà notevole importanza durante il Medio Evo. Subentrarono i Romani che rinforzarono la fortezza sulla collina che divenne un loro campo militare. Quando l'impero romano si dissolse sotto l'urto degli invasori germanici la Spagna fu occupata dai Visigoti già cristianizzati. Ma la loro permanenza a Castrojeriz fu di breve durata perché la Spagna fu invasa dagli Arabi a partire dal 711, anno di sbarco a Gibilterra. Grazie alla resistenza dei re asturiani i musulmani furono arrestati e si formò una linea di separazione fra Musulmani e Cristiani che passava anche da Castrojeriz, percorsa da scorribande dell'uno e dell'altro schieramento. Il borgo fu abbandonato agli Arabi e rimasero solo le antiche fortificazioni sulla cima della collina. Nel 746 il re delle Asturie Alfonso I attaccò gli Arabi e per un secolo la città fu teatro di scontri. Distrutta e ricostruita due volte a un certo momento fu abbandonata dalla popolazione rimanendo deserta e distrutta con l'eccezione della fortezza. Alfonso III re delle Asturie incaricò Nuňo Nuñez di rinforzare la fortezza, cosa che egli fece trattandosi di difendere il territorio che era divenuto di sua proprietà. Nell'882 Almondhir, figlio di Mohamed I di Cordoba diretto a Saragozza per occuparla, si dispose ad attaccare Castrojeriz e Nuňez non essendo in grado di difenderla l'abbandonò, ma tornò a fortificarla un anno dopo, e al ritorno all'attacco di Almondhir nell'884 riuscì a difenderla e vi stabilì la sua dimora come conte e governatore. Castrojeriz si ripopolò e divenne il centro più importante della zona. Nel 974 il conte sovrano Garci Fernandez le concesse il Fuero cioè lo statuto col quale si determinavano i confini del comune, si concedeva l'autonomia giudiziaria, si confermavano i privilegi avuti in varie occasioni nel passato e se ne davano altri, fra i quali quello di parità fra chi fosse disponibile ad intervenire in guerra con un proprio cavallo e i nobili cavalieri. Questi Caballeros villanos avevano alcuni privilegi come ad esempio quello per cui in un giudizio la loro testimonianza aveva maggiore valore di quella di un semplice cittadino. Nel 1127 la città fu occupata dagli Aragonesi ma, due anni dopo, Alfonso VII di Castiglia gliela tolse. Da questa data Castrojeriz seguì il generale evolversi della Castiglia, nel 1427 il re Juan II creò ufficialmente il titolo di conte di Castrojeriz e lo assegnò a Diego Gomez de Sandoval y Rojas (1370-1454), prepotente signore della sua corte che gli si ribellò assieme ad altri aristocratici ma fu sconfitto nella battaglia di Olmedo e si rifugiò presso l'amico re di Aragona, dove poi morì. La contea fu assegnata ai Mendoza nella persona di Ruy Diaz de Mendoza, Castrojeriz non ebbe più alcun rilievo nella storia e fu solo un comune rurale della provincia di Burgos. Con la ripresa d'interesse per i pellegrinaggi a Santiago il comune cerca di puntare sul turismo e ha creato servizi per i pellegrini compreso un Alberque di proprietà comunale riservato ad essi.

## Monumenti
- Le chiese di Santo Domingo de Guzmán del XVIII secolo e Santiago de los Caballeros, gravemente danneggiata dal terremoto che distrusse Lisbona nel 1755 è oggi sede di un ostello per pellegrini, di San Juan, con il pregevole chiostro gotico del XV secolo
- La collegiata di Nuestra S.ra del Manzano del 1214, che contiene un Museo di Arte Sacra
- Resti del Monasterio de San Francisco del XIV secolo
- Hospital de San Nicolas
- I resti dell'Hospital de San Antón del XII secolo. Questo hospital fu particolarmente importante per i pellegrini, era dell'ordine degli Antoniani scomparso nel XVIII secolo a cui poi diede il colpo finale la legge di desamortización di Juan Álvarez Mendizábal del 1835 che espropriava i beni immobiliari ecclesiastici. Era stato fondato nel 1146 da Alfonso VII ed era specializzato a curare il fuoco sacro o di Sant'Antonio che colpiva molti pellegrini, a causa dell'alimentazione con farine di cereali infestati di parassiti. I frati davano ai pellegrini una specie di scapolare detto TAU dalla forma simile alla lettera greca come segno di protezione contro questa malattia.
- Fra le costruzioni non religiose si possono ricordare la "casa de los Gutierrez - Baronia", del XIV secolo, e l'Ayuntamiento, il palazzo municipale del XVII secolo

## Località
Il comune comprende le seguenti località:
- Barrio de Santa María del Manzano
- Hinestrosa
- Tabanera
- Valbonilla
- Vallunquera
- Villasilos, a 7 km. dal capoluogo
- Villaveta, sull'Hormillos del Camino

## Feste
Fiesta de San Isidro del 15 maggio, Fiesta de San Juan del 24 giugno in cui c'è la notte del fuoco con accensione di falò in molti punti della città, Fiesta de la Virgen del manzano l'8 settembre con la processione con danze di un gruppo in costume locale durante e dopo i riti sacri in cui si fa festa, si suona, si balla, si canta e si mangia all'aperto.